# اومنوغوبی (اوفس)
شهرستان اومنوغوبی (به زبان مغولی: Өмнөговь сум، [Ömnögovʹ sum]؛ ᠡᠮᠦᠨᠡ ᠭᠣᠪᠢ ᠰᠤᠮᠤ، [emüne ɣobi sumu]) یک شهرستان (سُوم) در مغولستان است که در استان اوفس واقع شده‌است.

## تقسیمات اداری
شهرستان اومنوغوبی متشکل از ۵ قصبه (باغ) می‌باشد، شامل:
- اورلوغو (مغولی: Орлого баг، [Orlogo bag]؛ ᠣᠷᠤᠯᠭ᠎ᠠ ᠪᠠᠭ، [orluɣ-a baɣ])
- اُولیاست (مغولی: Улиаст баг، [Uliast bag]؛ ᠤᠯᠢᠶᠠᠰᠤᠲᠤ ᠪᠠᠭ، [uliyasutu baɣ])
- بایان‌غول (مغولی: Баянгол баг، [Bajangol bag]؛ ᠪᠠᠶᠠᠨ ᠭᠣᠤᠯ ᠪᠠᠭ، [bayan ɣoul baɣ])
- خولبو (مغولی: Холбоо баг، [Xolboo bag]؛ ᠬᠣᠯᠪᠤᠭ᠎ᠠ ᠪᠠᠭ، [qolbuɣ-a baɣ])
- نامیر (مغولی: Намир баг، [Namir bag]؛ ᠨᠠᠮᠢᠷ᠎‍ᠠ᠋ ᠪᠠᠭ، [namir-a baɣ])